# La Goutte et l'Araignée
La Goutte et l'Araignée est la huitième fable du livre III de Jean de La Fontaine situé dans le premier recueil des Fables de La Fontaine, édité pour la première fois en 1668.
Quand l'Enfer eut produit la Goutte et l'Araignée :

Mes filles, leur dit-il, vous pouvez vous vanter

            D'être pour l'humaine lignée

            Egalement à redouter.

Or avisons aux lieux qu'il vous faut habiter.

            Voyez-vous ces cases étrètes ,

Et ces palais si grands, si beaux, si bien dorés ?

Je me suis proposé d'en faire vos retraites.

            Tenez donc ; voici deux bûchettes :

            Accommodez-vous, ou tirez.

Il n'est rien, dit l'Aragne , aux cases qui me plaise.

L'autre, tout au rebours, voyant les palais pleins

            De ces gens nommés Médecins,

Ne crut pas y pouvoir demeurer à son aise.

Elle prend l'autre lot, y plante le piquet ,

S'étend à son plaisir sur l'orteil d'un pauvre homme,

Disant : Je ne crois pas qu'en ce poste je chomme,

Ni que d'en déloger et faire mon paquet

            Jamais Hippocrate me somme .

L'Aragne cependant se campe en un lambris,

Comme si de ces lieux elle eût fait bail à vie ;

Travaille à demeurer ; voilà sa toile ourdie ;

            Voilà des moucherons de pris.

Une servante vient balayer tout l'ouvrage.

Autre toile tissue ; autre coup de balai :

Le pauvre Bestion  tous les jours déménage.

            Enfin après un vain essai,

Il va trouver la Goutte. Elle était en campagne,

            Plus malheureuse mille fois

            Que la plus malheureuse Aragne.

Son hôte la menait tantôt fendre du bois,

Tantôt fouir, houer . Goutte bien tracassée

            Est, dit-on, à demi pansée.

Oh ! je ne saurais plus, dit-elle, y résister :

Changeons, ma sœur l'Aragne. Et l'autre d'écouter.

Elle la prend au mot, se glisse en la cabane :

Point de coup de balai qui l'oblige à changer.

La Goutte d'autre part, va tout droit se loger

            Chez un Prélat qu'elle condamne

            A jamais du lit ne bouger.

Cataplasmes, Dieu sait. Les gens n'ont point de honte

De faire aller le mal toujours de pis en pis.

L'une et l'autre trouva de la sorte son conte  ;

Et fit très sagement de changer de logis.
— Jean de La Fontaine, Fables de La Fontaine, La Goutte et l'Araignée